# 掛川バイパス
掛川バイパス（かけがわバイパス）は、静岡県掛川市内を通り、掛川市中心部を迂回する国道1号（東海道）バイパスである。かつては有料道路であったため、現在の旧道（静岡県道415号日坂沢田線）が国道であったが、2005年に無料化された後、2015年になって旧道が県道に指定変更され、併せて当バイパスが国道1号の本線となった。

## 概要

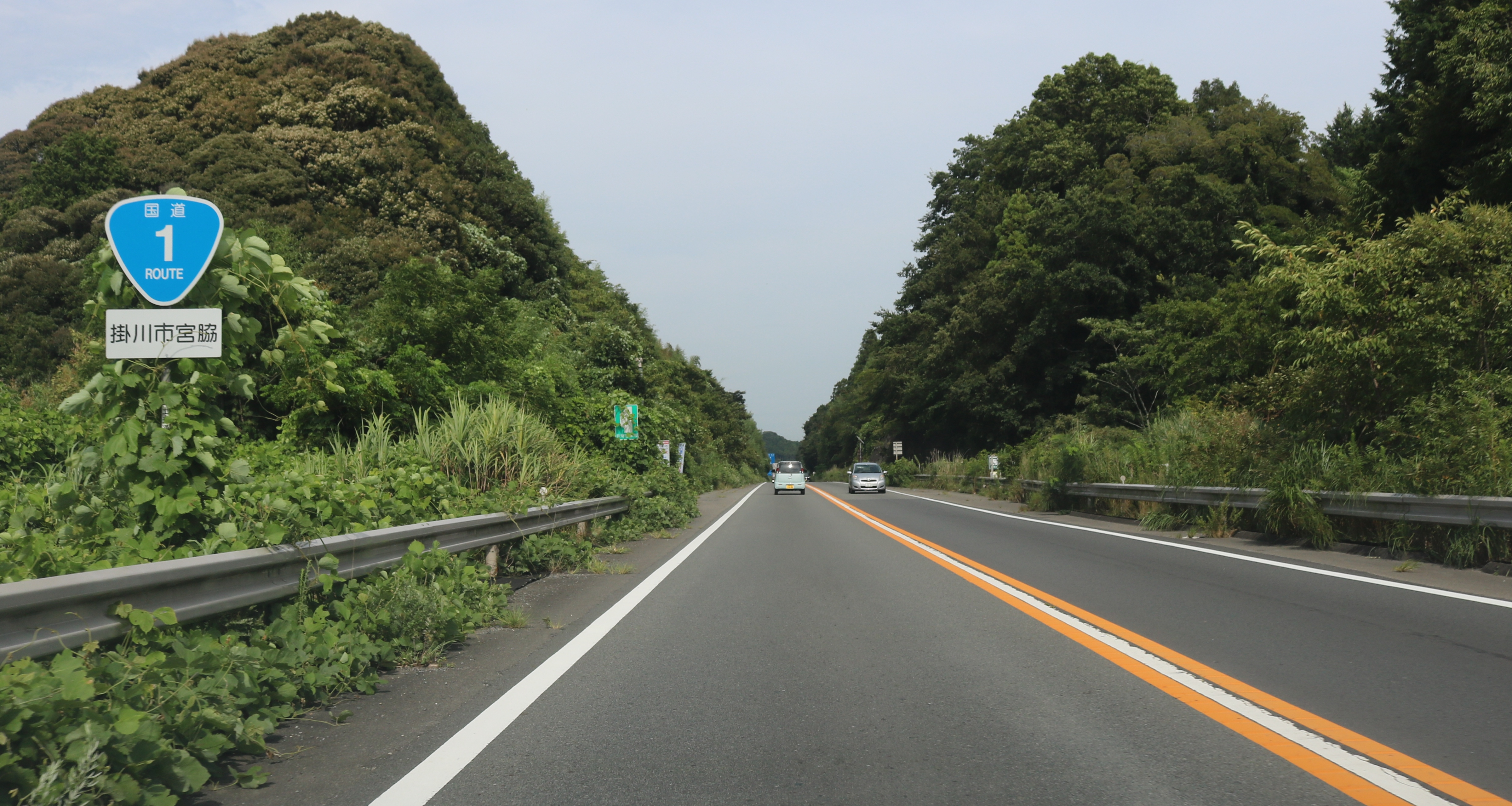
掛川バイパス、静岡県掛川市宮脇にて

信号がないバイパスであるが、無料開放後は交通量が増加し続けて飽和状態になり、当バイパス内でも所々で交通の流れが停滞しやすくなっている。特に大池IC - 西郷IC付近の区間では、上下線ともに上り勾配があるため速度低下が起こりやすく、朝夕の通勤ラッシュの時間帯以外でも不定時に渋滞が発生する。
さらに、2010年代以降、近隣の磐田・袋井バイパスまたは静清バイパスの拡幅や新東名高速道路の開通に伴う沿線開発で、東名や新東名を避ける中長距離ドライバーや大型車両の利用が増加し、渋滞傾向により拍車をかけている。その上、全線にわたり片側1車線で中央分離帯が設置されていないため、対向車との衝突事故も増加傾向にある。
こうしたことから、複車線化が計画されているが、詳細は未定。
自動車専用道路ではないが、歩行者と自転車は通行禁止である。
- 起点 : 静岡県掛川市八坂
- 終点 : 静岡県掛川市領家
- 全長 : 9.4 km
- 車線数 : 暫定2車線

## 沿革
- 1981年（昭和56年）3月24日 - 全線開通（暫定2車線）。千羽IC - 大池IC間は日本道路公団が管理する区間だった。
- 1999年（平成11年）4月1日 - 夜間（22時 - 翌6時）無料化（藤枝バイパス・磐田バイパス・浜名バイパスと同時）。
- 2005年（平成17年）3月30日22時 - 国土交通省が日本道路公団よりバイパスを買い取る（国と静岡県が費用を負担）ことによって、前述の3バイパスと同時に無料開放。
- 2015年（平成27年）4月1日 - 当バイパスの全線が国道1号の本線として指定された。並行している旧道は静岡県道415号日坂八坂線から静岡県道415号日坂沢田線に指定変更された[2]。

## 接続するバイパスの位置関係
（東京方面）日坂バイパス - 掛川バイパス - 袋井バイパス（名古屋方面）

## インターチェンジなど

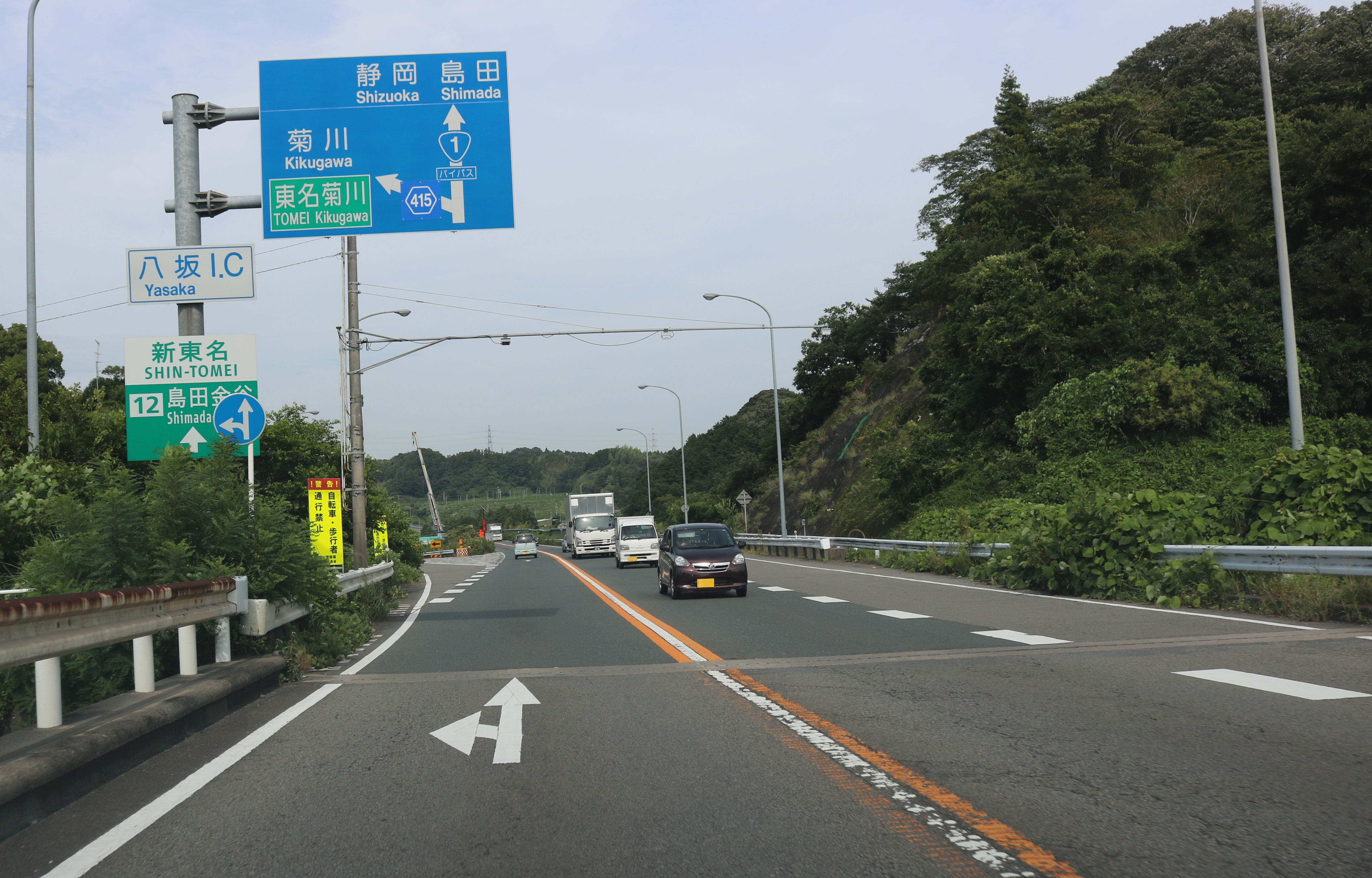
八坂IC
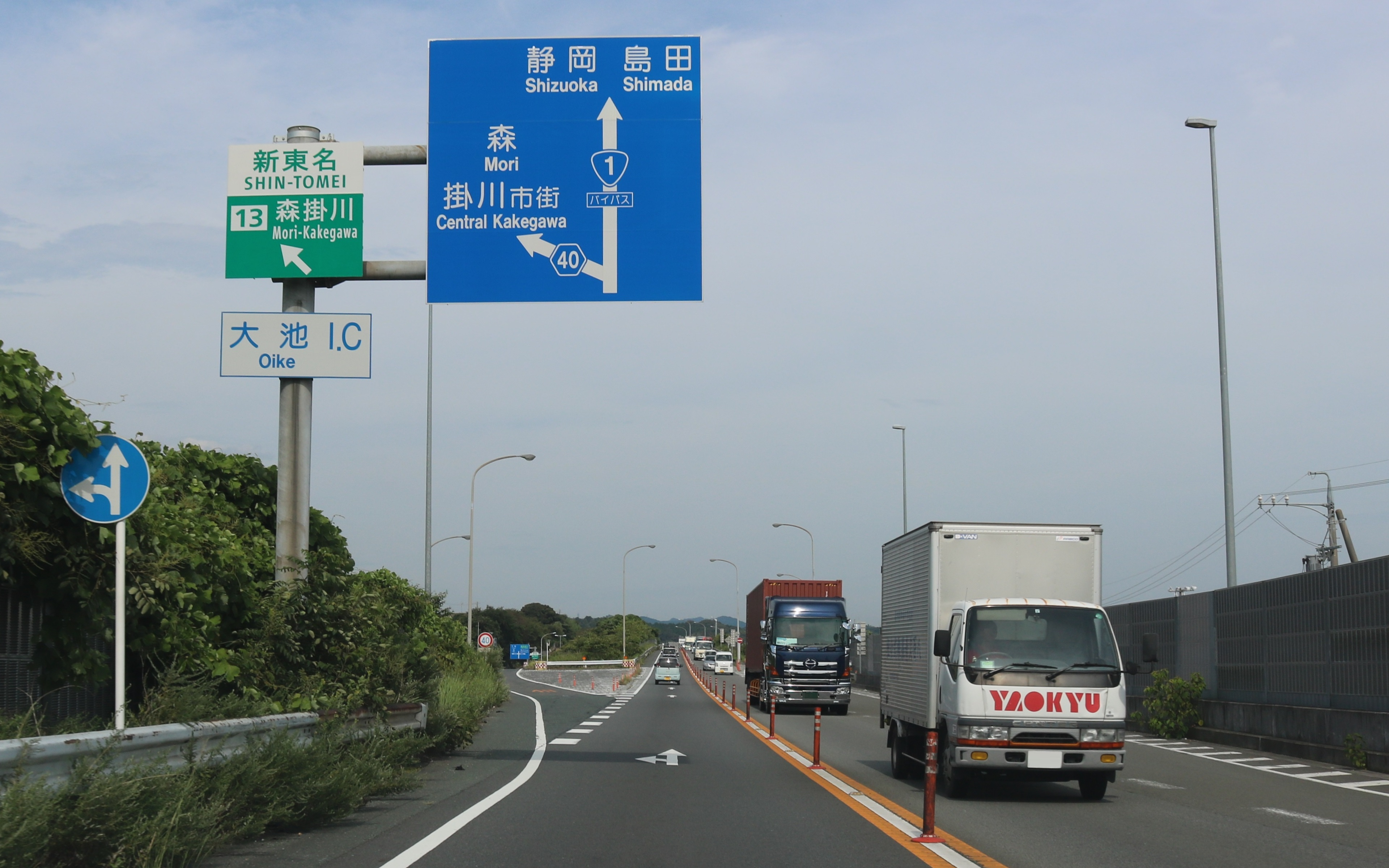
大池IC

| 施設名                                | 接続路線名                  | 備考              | 所在地 |
| ------------------------------------- | --------------------------- | ----------------- | ------ |
| 国道1号（日坂バイパス）静岡・沼津方面 |                             |                   |        |
| 八坂IC                                | 静岡県道415号日坂沢田線     |                   | 掛川市 |
| 千羽IC                                | 静岡県道270号方の橋薗ケ谷線 |                   | 掛川市 |
| 宮脇IC                                |                             |                   | 掛川市 |
| 料金所                                | -                           | 2005年3月30日閉鎖 | 掛川市 |
| 西郷IC                                | 静岡県道39号掛川川根線      |                   | 掛川市 |
| 大池IC                                | 静岡県道40号掛川天竜線      |                   | 掛川市 |
| 沢田IC                                | 静岡県道415号日坂沢田線     | 浜松方面出入口    | 掛川市 |
| 国道1号（袋井バイパス）浜松・豊橋方面 |                             |                   |        |

- 八坂IC
- 大池IC

## 主なトンネルと橋
橋一覧
- 寺ヶ谷高架橋（八坂IC - 千羽IC）
- 宮脇橋（宮脇IC）
- 水垂橋（宮脇IC - 西郷IC）
- 初馬川橋（宮脇IC - 西郷IC）
- 西郷橋（西郷IC）
- 倉真川橋（西郷IC - 大池IC）【倉真川】
- 上屋敷高架橋（西郷IC - 大池IC）
- 大池新橋（大池IC）
- 第一垂木川橋（大池IC - 沢田IC）【垂木川】
- 二俣跨線橋（大池IC - 沢田IC）【天竜浜名湖鉄道天竜浜名湖線】
- 第二垂木川橋（大池IC - 沢田IC）【垂木川】
- 沢田橋（沢田IC）